# Odontochilus clarkei
Odontochilus clarkei är en orkidéart som beskrevs av Joseph Dalton Hooker. Odontochilus clarkei ingår i släktet Odontochilus och familjen orkidéer. Inga underarter finns listade i Catalogue of Life.